# The Lorax (filme)
The Lorax (prt: Lorax; bra: O Lorax: Em Busca da Trúfula Perdida) é um filme de animação americano de 2012, dos gêneros fantasia, aventura e comédia, dirigido por Chris Renaud para a Illumination Entertainment, com roteiro de Ken Daurio e Cinco Paul baseado no livro infantil The Lorax, de Dr. Seuss.
Esse filme conta a história de Emuel(Zac Efron), que vive em uma cidade de plástico, construída e administrada por Adriano O'Hare (Rob riggle), na qual toda a vida de seus moradores é planejada para que eles precisem comprar o ar das empresas O'Hare. Emuel decide sair da cidade em busca de Umavezildo (once-ler, Ed Helms), para assim achar uma árvore real e dar ela de presente para Audrey (Taylor Swift), garota pela qual é apaixonado.
The Lorax teve sua estreia mundial no Universal Studios Hollywood em 19 de fevereiro de 2012 e foi lançado nos Estados Unidos pela Universal Pictures em 2 de março. Recebeu críticas mistas dos críticos que elogiaram sua animação, trilha sonora e dublagem, mas criticaram seus personagens e história. Também recebeu reação negativa por seu marketing, observando suas contradições com a mensagem do livro. O filme arrecadou US$ 349 milhões em todo o mundo com um orçamento de US$ 70 milhões.

## Elenco
| Personagem         | Dublagem      |
| ------------------ | ------------- |
| O Lórax            | Danny DeVito  |
| Velho Umavez-ildo  | Ed Helms      |
| Jovem Umavez-ildo  | Ed Helms      |
| Ted Wiggins        | Zac Efron     |
| Audrey             | Taylor Swift  |
| Aloysius O'Hare    | Rob Riggle    |
| Vovó Norma         | Betty White   |
| Sra. Wiggins       | Jenny Slate   |
| Mãe do Umavez-ildo | Nasim Pedrad  |
| Brett              | Danny Cooksey |
| Chet               | Danny Cooksey |

## Produção
O longa é o quarto filme baseado em um livro de Dr. Seuss, o segundo totalmente em animação digital depois de Horton Hears a Who!, e o primeiro lançado em 3D. The Lorax também foi primeiro filme da Illumination apresentado em IMAX 3D. A ideia do filme veio de Audrey Geisel, esposa de Dr. Seuss, que tinha uma parceria estabelecida com Chris Meledandri, o produtor do filme, a partir de uma colaboração em Horton Hears a Who!. Geisel abordou Meledandri quando ele fundou a Illumination Entertainment, dizendo: "Esta é a que eu quero fazer a seguir". O filme foi anunciado oficialmente em julho de 2009, com Meledandri como produtor e Geisel como produtora executiva. Chris Renaud e Kyle Balda foram anunciados como diretores do filme, enquanto Cinco Paul e Ken Daurio, a dupla que escreveu o roteiro de Horton Hears a Who!, foram contratados como roteiristas. Em 2010, Danny DeVito foi escalado como a voz do personagem Lorax.
O filme foi totalmente produzido no estúdio francês Illumination Mac Guff, que era o departamento de animação de Mac Guff, adquirido pela Illumination Entertainment no verão de 2011. DeVito reprisou seu papel em cinco idiomas diferentes, incluindo o áudio original em inglês, e também para as versões em russo, alemão, italiano, catalão/valenciano, espanhol castelhano e espanhol latino, aprendendo suas falas foneticamente. A Universal adicionou uma mensagem ambiental ao site do filme depois que uma turma da quarta série em Brookline, Massachusetts, lançou uma petição bem-sucedida por meio do Change.org.

## Lançamento
O filme foi lançado em 2 de março de 2012, nos Estados Unidos e Canadá. Foi também o primeiro filme a apresentar o atual logotipo da Universal Pictures, com uma versão rearranjada da fanfarra, originalmente composta por Jerry Goldsmith e arranjada por Brian Tyler, como parte do centenário do estúdio.

### Controvérsia de marketing
Apesar do Lorax original ser uma crítica ao capitalismo e à poluição, a Mazda usou o cenário e os personagens do filme um anúncio de seu SUV CX-5. Isso foi visto por alguns como o completo oposto do significado original da obra. Em resposta, Stephanie Sperber, presidente de parcerias e licenciamento da Universal, disse que a Universal escolheu fazer parceria com o Mazda CX-5 porque é "uma escolha realmente boa para os consumidores que podem não ter luxo ou dinheiro para comprar elétricos ou comprar híbrido. É uma forma de levar a melhor escolha ambiental para todos.".
No total, a Illumination Entertainment fechou mais de 70 acordos de integração de produtos diferentes para o filme, incluindo IHOP, Whole Foods e a Agência de Proteção Ambiental dos Estados Unidos.

### Mini-filmes
Três mini-filmes foram lançados no Blu-ray/DVD do filme em 7 de agosto de 2012: Serenade, Wagon Ho!, e Forces of Nature.

### Videogame
A Blockdot criou um jogo de quebra-cabeça móvel baseado no filme, intitulado Truffula Shuffula. O jogo foi lançado em 1º de fevereiro de 2012, para as plataformas iOS e Android.

## Recepção

### Crítica especializada
No site agregador de críticas Rotten Tomatoes, The Lorax detém um índice de aprovação de 54% com base em 157 críticas, com nota média de 5,9/10. O consenso crítico do site diz: "The Lorax, de Dr. Seuss, é fofo e engraçado o suficiente, mas a simplicidade moral do livro se perde com os valores de produção malucos de Hollywood.". No Metacritic, o filme alcançou uma pontuação de 46 em 100 com base em 30 críticas, indicando "críticas mistas ou médias". O público consultado pelo CinemaScore deu ao filme uma nota média de "A" em uma escala de A+ a F.

### Bilheteria
O filme arrecadou US$ 214,4 milhões na América do Norte e US$ 134,8 milhões em outros países, para um total mundial de US$ 349,2 milhões.
O filme liderou as bilheterias norte-americanas com US$ 17,5 milhões no dia de estreia. Durante o fim de semana, arrecadou $ 70,2 milhões, superando facilmente o outro novo lançamento nacional, Projeto X ($ 21 milhões) e todos os outros filmes. The Lorax ficou em primeiro lugar no fim de semana seguinte, caindo 45% para $ 38,8 milhões e superando todos os novos lançamentos nacionais, incluindo John Carter, da Disney.
Em 11 de abril de 2012, tornou-se o primeiro filme de animação em quase um ano a arrecadar mais de US$ 200 milhões na América do Norte, desde Enrolados, da Walt Disney Animation Studios. 

## Música
A trilha sonora do filme foi composta por John Powell, que já havia composto a trilha sonora de Horton Hears a Who!, e as canções foram escritas por Powell e Cinco Paul. Dois álbuns de trilhas sonoras foram lançados para o filme. Uma sendo a trilha sonora do filme de Powell e a outra sendo as canções originais escritas por Powell e Paul interpretadas por vários artistas. As canções originais escritas para o filme incluem "Thneedville", "This is the Place", "Everybody Needs a Thneed", "How Bad I Be?" e "Let It Grow".